# 萬休寺
萬休寺（ばんきゅうじ）は岐阜県美濃市保木脇の長良川河畔にある臨済宗妙心寺派の寺院。山号は天澤山。、

## 歴史
宝永4年（1707年）に清泰寺三世の北州祖秀によって開山された。
江戸時代に当地に逗留した円空が彫刻した薬師如来像が薬師堂で祀られ、中部四十九薬師霊場四十五番となっている。
薬師堂にはこの他に弘法大師と庚申像が祀られ、中濃八十八ヶ所霊場の二十五番札所ともなっている。
大正15年（1926年）、国鉄越美南線（現、長良川鉄道）が開通した際に敷地が一部収用されたため、堂宇を移築した。
当寺は長良川を隔てた湯の洞温泉の奥に祀られている寶生観音を管理しているが、この観音堂はかつて寶生山 曹渓寺として美濃三十三観音霊場の二十五番札所であった。
薬師堂に祀られている円空作薬師如来像は、美濃市の文化財に指定されている優品である。